# Liste der Monuments historiques in La Croix-sur-Roudoule
Die Liste der Monuments historiques in La Croix-sur-Roudoule führt die Monuments historiques in der französischen Gemeinde La Croix-sur-Roudoule auf.

## Liste der Objekte
| Bezeichnung                                                               | Beschreibung                                                                                    | Standort | Kennzeichnung | Schutzstatus | Datum | Bild |
| ------------------------------------------------------------------------- | ----------------------------------------------------------------------------------------------- | -------- | ------------- | ------------ | ----- | ---- |
| Prozessionskreuz                                                          | Silber und Gold, 15. Jahrhundert; in der Kirche St-Michel                                       | (Lage)   | PM06000208    | Classé       | 1918  |      |
| Drei Gemälde: Johannes der Täufer, Erzengel Michael und heilige Katharina | Tafelgemälde, 16. Jahrhundert; eines davon François Bréa zugeschrieben; in der Kirche St-Michel | (Lage)   | PM06000209    | Classé       | 1918  |      |